# 新郷貝塚
座標: 北緯35度50分06.8秒 東経139度45分47.8秒 / 北緯35.835222度 東経139.763278度

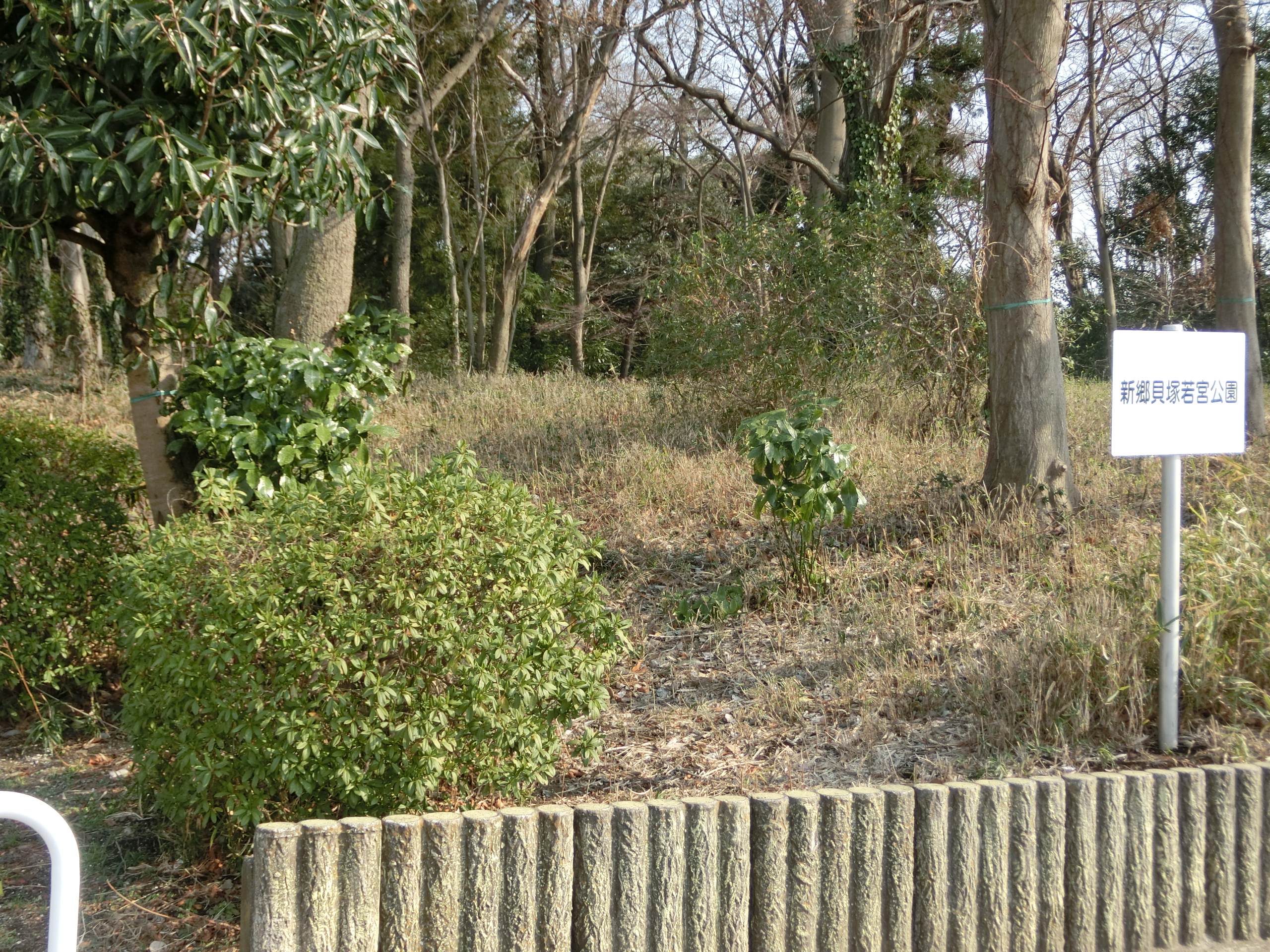
新郷貝塚

新郷貝塚（しんごうかいづか）は、埼玉県川口市東貝塚に所在する縄文時代後期の貝塚・環状集落の遺跡。1923年（大正12年）3月31日に埼玉県指定史跡に指定されている。

## 概要
新郷貝塚は川口市内で最大規模のもので、原形を留める数少ない遺跡である。貝塚は東側から入り込む谷の最奥部を囲むように存在し、4地点の貝塚（A・B・C・D）が馬蹄形をなしている。貝塚は東西役120メートル、南北約150メートルの広がりをもち、厚さはA地点貝塚で1メートル以上の堆積をしている。

### A地点
新郷貝塚を構成する地点貝塚のなかで最も規模が大きく、貝塚の大きさは東西約25メートル、南北約78メートルを測り、中心部の広場を囲む三日月状を呈している。また、貝層はボーリング調査の結果、厚さ1メートル以上堆積していることが判明した。貝塚の中央には、1927年（昭和2年）10月の秩父宮台臨を記念した石碑が立っている。このA地点貝塚は、過去数回の発掘調査がなされ、その際竪穴建物や縄文人の骨が発見されている。

### B地点
東側に広がる貝塚がB地点である。B地点貝塚は、新郷貝塚のなかでは最も南側に位置し、馬蹄形貝塚の東側先端部分にある。貝塚の大きさは東西約50メートル、南北約30メートルであり、東側に緩やかに傾斜する部分に楕円形状に貝が散布している。この貝塚はA地点貝塚に比べ貝の散布がまばらで、厚さも薄い。この地点とA地点貝塚とは標高で約1メートル程差があり、A地点貝塚の高まりがわかる。

### C地点
新郷貝塚を形成する地点貝塚のなかで最も北に位置する。この貝塚は、台地の縁辺部から斜面部にかけて形成された小規模なもので、東西約10メートル、南北約20メートルの大きさを測る。この地点は1985年（昭和60年）、保存整備のために発掘調査が実施され、調査の結果、崖線下のローム平坦面より竪穴建物や小竪穴が確認された。このことは縄文時代の生活の舞台が貝塚のある台地上だけでなく、低湿地に面する台地下にまで進出していたことを物語っている。現在、斜面部には土砂流出を防ぐ工事がなされており、斜面の貝塚は保存されている。

### D地点
D地点貝塚は、C地点貝塚と同様に台地の縁辺部から斜面部にかけて形成されたものである。大きさはC地点貝塚と同じく小規模のものと考えられるが、詳細な調査はなされておらず、規模は不明である。斜面廃棄型の地点貝塚として、隣のC地点貝塚と一体となる可能性もある。新郷貝塚の立地する台地上で生活を営んでいた縄文人は、生活の糧を眼前に広がる広大な低湿地に求めていた。魚介類の採集や加工の場として水辺は生活の重要な舞台であり、ここを拠点に彼らは丸木舟を操り、海へと乗り出して行った。

## 発掘史
1893年（明治26年）に鳥居龍蔵により調査が実施され、その後、1927年（昭和2年）の秩父宮台臨に際して柴田常恵が、1931年（昭和6年）には県史編さん事業として、さらに1933年（昭和8年）には東京帝国大学医学部解剖学教室が発掘調査を実施している。これらの調査によって、3軒の建物跡と伸展葬3体を含む5体の人骨が検出され、縄文時代後期の称名寺式・堀之内式・加曽利B式・晩期の安行式土器が出土した。他に土偶・土版・耳飾等の土製品や石鏃・石斧・石棒等の石器類、貝輪や貝刃が出土している。

## 出土品

### 土製品
- 堀之内式土器
- 加曽利B式土器（加曽利B1・B2式）
- 安行式土器（安行Ⅰ・Ⅱ式、晩期安行Ⅲa～Ⅲc式）
- 土錘
- 土版
- 土偶
- 耳飾

### 石製品
- 石鏃
- 石斧
- 石皿
- 石棒
- 凹石

### 骨角牙製品
- 垂飾
- 貝輪
- 貝刃

### 自然遺物
- 貝類（ヤマトシジミ、セタンシジミ、オキシジミ、ハマグリ、ハイガイ、サルボウ、シオフキ、サザエ、アカニシ、カガミガイ）
- 獣骨類（シカ、イノシシ、イヌ、クジラ）
- 魚骨類
- 鳥骨類
- 人骨

## 現況
新郷若宮公園として市民の憩いの場となっている。